# Kurzer 8 cm Granatwerfer 42
Kz 8 cm GrW 42 (нем. Kurzer 8 cm Granatwerfer 42 — Укороченный 8-см миномёт образца 1942 года) — миномёт, использовавшийся в Германии во время Второй мировой войны. Он был разработан как облегчённый вариант стандартного немецкого среднего миномёта 8-cm s.G.W.34 путём оснащения миномёта укороченным стволом и облегчёнными компонентами. Он предназначался для вооружения парашютистов, чтобы заменить неэффективные 5-сантиметровые миномёты leGrW 36, так как слабость этого оружия делала их малопригодными для поддержки пехоты. Kz 8 sm GrW 42 использовал артиллерийские мины которые были в 3 с половиной раза тяжелее чем 5-сантиметровые мины и имел, по сравнению с 50-мм миномётом в два раза большую дальнобойность, но был только в два раза тяжелее. Он разбирался на три части для переноски. Ввиду прекращения немцами, к середине ВМВ, практики проведения десантных операций и недостатком обычных 8 см миномётов производство укороченных вариантов было прекращено.
Миномёт получил кличку «Stummelwerfer» или «Обрубок миномёта» (от нем. Stummel — обрубок, остаток, огрызок, также по аналогии SdKfz 250/8 — Stummel).